# Municipio de Pleasant (condado de Marion)
El municipio de Pleasant (en inglés: Pleasant Township) es un municipio ubicado en el condado de Marion en el estado estadounidense de Ohio. En el año 2010 tenía una población de 4773 habitantes y una densidad poblacional de 65,11 personas por km².

## Geografía
El municipio de Pleasant se encuentra ubicado en las coordenadas 40°31′38″N 83°7′39″O / 40.52722, -83.12750. Según la Oficina del Censo de los Estados Unidos, el municipio tiene una superficie total de 73.3 km², de la cual 73,21 km² corresponden a tierra firme y (0,13 %) 0,09 km² es agua.

## Demografía
Según el censo de 2010, había 4773 personas residiendo en el municipio de Pleasant. La densidad de población era de 65,11 hab./km². De los 4773 habitantes, el municipio de Pleasant estaba compuesto por el 97,4 % blancos, el 0,5 % eran afroamericanos, el 0,15 % eran amerindios, el 1,22 % eran asiáticos, el 0,13 % eran de otras razas y el 0,61 % eran de una mezcla de razas. Del total de la población el 0,61 % eran hispanos o latinos de cualquier raza.